# Przyczynki
Przyczynki – część wsi Klesztów w Polsce, położona w województwie lubelskim, w powiecie chełmskim, w gminie Żmudź.
W latach 1975–1998 Przyczynki należały administracyjnie do województwa chełmskiego.